# Medulin
Medulin (em italiano:  Medolino) é um município da Croácia, situado no condado da Ístria. Tem 29,35 km² de área e sua população em 2011 foi estimada em 6.481 habitantes.